# Verbove, Țarîceanka
Verbove (în ucraineană Вербове) este un sat în comuna Babaikivka din raionul Țarîceanka, regiunea Dnipropetrovsk, Ucraina.

## Demografie
Componența lingvistică a localității Verbove
     Ucraineană (94,74%)
     Maghiară (5,26%)
Conform recensământului din 2001, majoritatea populației localității Verbove era vorbitoare de ucraineană (94,74%), existând în minoritate și vorbitori de maghiară (5,26%).